# Valentin Popa
Valentin Popa (12 luglio 1964) è un politico rumeno, membro del Partito Social Democratico, ministro della pubblica istruzione dal 29 gennaio al 29 settembre 2018.

## Carriera accademica
Popa ha ottenuto una laurea di ingegnere in elettronica e telecomunicazioni presso l'Università tecnica Gheorghe Asachi di Iași nel 1989. Ha iniziato la sua carriera accademica come assistente presso il collegio universitario di Suceava, poi denominato Università Ștefan cel Mare.
Ha conseguito un dottorato presso lo stesso politecnico di Iași nel 1998 e ha percorso tutti i gradini della carriera accademica presso l'Università di Suceava, fino a diventare professore ordinario nel 2005 e direttore di scuola dottorale nel 2009. Il 17 febbraio 2012 ne è stato eletto rettore. Si è dimesso il 29 gennaio 2018 per diventare ministro dell'istruzione.

## Attività internazionale
Il 7 luglio 2015, il presidente moldavo, Nicolae Timofti, ha ricevuto un dottorato honoris causa dall'Università Stefan cel Mare di Suceava, il cui rettore era Popa, alla presenza del presidente rumeno Klaus Iohannis.
In reazione alle dichiarazioni dell'ambasciatore russo Valeri Kuzmin, che sosteneva che la Russia non fosse mai intervenuta militarmente nella regione del Donbass nell'est dell'Ucraina, poiché un vero intervento armato avrebbe seguito lo stesso schema della seconda guerra in Ossezia del Sud, quando i carri armati si fermarono solamente in prossimità della capitale georgiana Tbilisi, nel corso di un seminario Popa ha ironicamente proposto uno studio scientifico al fine di migliorare i sistemi di frenatura dei carri armati.

## Attività politica
La nomina di Popa come ministro dell'istruzione ha affrontato l'iniziale opposizione di una fazione influente del Partito Social Democratico, guidata da Ecaterina Andronescu, tre volte ministro dell'istruzione. La nomina di Popa, tuttavia, resistette alle pressioni degli oppositori interni del partito e dei media, poiché godeva del sostegno non solo della sezione locale del PSD di Suceava, ma anche di 45 dei 48 rettori delle università della Romania e, soprattutto, del leader nazionale del partito Liviu Dragnea. Il 27 settembre 2018 ha annunciato le sue dimissioni da ministro, in seguito ad una disputa con l'UDMR, un partner chiave del governo di coalizione, sulla questione dei corsi di lingua rumena per gli alunni delle minoranze ungheresi.